# 蔣賓
蔣賓（1512年—？），字汝觀，號鹤山，浙江台州府臨海縣人，匠籍，明朝政治人物。蒋颙之侄。

## 生平
嘉靖二十二年（1543年）癸卯科浙江鄉試第五十九名舉人。嘉靖二十三年（1544年）聯捷甲辰科會試第二百四十六名，登第二甲第六名進士。官至兵部郎中。

## 家族
曾祖蔣倫；祖父蔣瑛；父蔣儀。前母彭氏；母楊氏。严侍下。弟蒋宣、蒋宏。